# Allium dodecanesi
Allium dodecanesi là một loài thực vật có hoa trong họ Amaryllidaceae. Loài này được Karavok. & Tzanoud. mô tả khoa học đầu tiên năm 1994.